# Syzygium turbinatum
Syzygium turbinatum är en myrtenväxtart som beskrevs av Arthur Hugh Garfit Alston. Syzygium turbinatum ingår i släktet Syzygium och familjen myrtenväxter. IUCN kategoriserar arten globalt som starkt hotad.
Artens utbredningsområde är Sri Lanka. Inga underarter finns listade i Catalogue of Life.